# SNCF X 4900 sorozat
Az SNCF X 4900 sorozat egy francia dízelmotorvonat-sorozat. 1975 és 1979 között gyártotta a ANF. Összesen 13 db készült belőle az SNCF részére. A sorozatot 2016 decemberében selejtezték.